# Ulrich Pfister
Ulrich Pfister (* 1956 in Zürich) ist ein deutscher Historiker.

## Leben
Er studierte von 1976 bis 1981 an der Universität  Zürich in Geschichte, Soziologie und Volkswirtschaftslehre. Nach der Promotion 1984 zum Dr. phil. in Zürich und der Habilitation 1991 (venia legendi für Allgemeine und Schweizer Geschichte der Neueren Zeit) ebenda ist er seit 1996 C4-Professor für  Sozial- und Wirtschaftsgeschichte der Neueren und Neuesten Zeit an der Universität Münster. Pfister ist seit 2003 ordentliches Mitglied der Historischen Kommission für Westfalen.

## Schriften (Auswahl)
- Die Anfänge von Geburtenbeschränkung. Eine Fallstudie (ausgewählte Zürcher Familien im 17. und 18. Jahrhundert). Bern 1985, ISBN 3-261-03497-1.
- Die Zürcher Fabriques. Protoindustrielles Wachstum vom 16. zum 18. Jahrhundert. Zürich 1992, ISBN 3-905278-97-9.
- Konfessionskirchen, Glaubenspraxis und Konflikt in Graubünden, 16.–18. Jahrhundert. Würzburg 2012, ISBN 978-3-89913-838-2.
- mit Johannes Bracht: Landpacht, Marktgesellschaft und agrarische Entwicklung. Fünf Adelsgüter zwischen Rhein und Weser, 16. bis 19. Jahrhundert. Stuttgart 2020, ISBN 3-515-12444-6.